# Distretto di Kadirli
Il distretto di Kadirli (in turco Kadirli ilçesi) è uno dei distretti della provincia di Osmaniye, in Turchia.